# Witte suikertrilzwam
Het witte suikertrilzwam (Protomerulius dubius) is een schimmel behorend tot de orde Auriculariales. Hij leeft saprotroof op hout van loofhout, maar is volgens de literatuur ook bekend van naaldhout.

## Verspreiding
In Nederland de witte suikertrilzwam matig algemeen voor. Hij staat niet op de rode lijst en is niet bedreigd.